# ووچا
ووچا (به ایتالیایی: Vocca) یک کومونه در ایتالیا است که در استان ورسلی واقع شده‌است.

## خصوصیات
ووچا ۲۰٫۱ کیلومترمربع مساحت و ۱۵۸ نفر جمعیت دارد.